# Săgeata
Săgeata é uma comuna romena localizada no distrito de Buzău, na região de Muntênia. A comuna possui uma área de 90.00 km² e sua população era de 5203 habitantes segundo o censo de 2007.